# Jüdisches Museum von Belgien

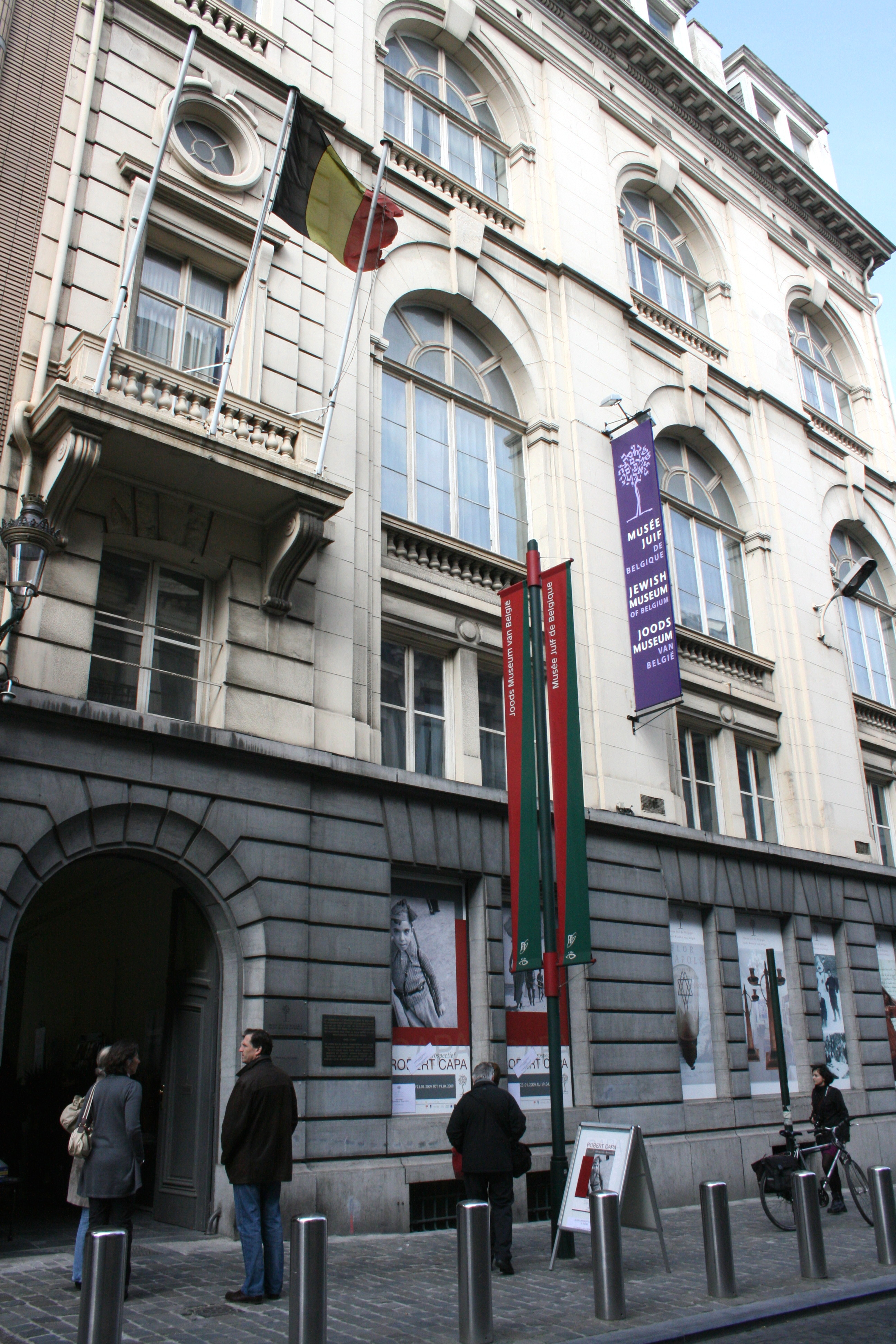
Straßenfassade, Rue de Minimes/Minimenstraat 21

Das Jüdische Museum von Belgien (französisch Musée juif de Belgique, niederländisch Joods Museum van Belgïe) ist ein Museum in Brüssel, das der Dokumentation, Konservierung und Ausstellung von sozio-kulturellem jüdischem Leben in Belgien gewidmet ist. Das Museum beherbergt, verteilt auf zwei Gebäude, eine Dauerausstellung, eine Bibliothek, eine Wechselausstellung und Konferenzräume.

## Geschichte

### Gründung
Die Idee zur Gründung eines Jüdischen Museums entstand Ende der 1970er Jahre und ließ sich auf zwei Motive zurückführen.
Einerseits existierte ein Mangel an einem sich mit Geschichte und Kunst befassenden jüdischen Museum, obwohl das Judentum seit dem Mittelalter in Belgien zugegen ist. Andererseits gab es nur wenige öffentliche Sammlungen.
Im Rahmen der Feierlichkeiten rund um den 150. Geburtstag Belgiens im Jahr 1979 schlug Baron Bloch, damaliger Präsident des Zentralrats und neben seinem Nachfolger im selbigen Amt, Baron Schnek, treibende Kraft, vor, eine Ausstellung über die Kunst und Geschichte des belgischen Judentums zu veranstalten. Von dem Erfolg dieser Veranstaltung angespornt, gründete sich im Jahr 1981 eine kleine Gruppe, die sich die Zusammenstellung einer Sammlung sowie die Aufstellung einer Finanzierungsgrundlage und den Erwerb einer Immobilie vornahm. Mitte der 1980er Jahre konnte schließlich behördliche Unterstützung gewonnen werden. Zunächst sagten das Arbeits- und Finanzministerium, später auch die französisch- und flämischsprachige Gemeinschaft sowie die Regionen ihre Unterstützung zu.

### Behelfsmäßige Unterbringung, Sammlungaufbau und Umzug
Seit 1990 hatte das Museum seine Sammlung zusammengestellt, vor allem aus einem über der Beth-Israel-Synagoge gelangerten Depot, das der Zentralrat zur Verfügung gestellt hatte. In behelfsmäßigen Räumlichkeiten in der Rue de Stalingrad/Stalingradstraat entstand so die erste Dauerausstellung. Im Jahr 2005 erfolgte schließlich der Umzug in die heutigen Räumlichkeiten in der Rue des Minimes/Miniemenstraat.

### Anschlag im Mai 2014
Am 24. Mai 2014 wurden bei einem Anschlag im Gebäude im Stadtteil Sablon vier Menschen getötet. Die Tat ereignete sich um 15:50 Uhr, als der Täter mit einem Rucksack und Waffen das Gebäude in der Rue de Minimes 21 betrat. Bei den Opfern handelt es sich um zwei Männer und zwei Frauen: ein israelisches Ehepaar, die sich als Touristen im Museum aufhielten, eine französische Praktikantin und ein belgischer Museumsangestellter. Dieser wurde zunächst schwerverletzt in ein Krankenhaus eingeliefert, doch am 26. Mai 2014 für „klinisch tot“ erklärt. Der Täter flüchtete zu Fuß. Am 30. Mai 2014 konnte in Marseille ein dringend der Tat Verdächtiger festgenommen werden, es handelt sich dabei um einen Franzosen, der sich 2013 den Dschihadisten in Syrien angeschlossen hatte. Er wurde im März 2019 zu lebenslanger Freiheitsstrafe verurteilt.

## Gebäude

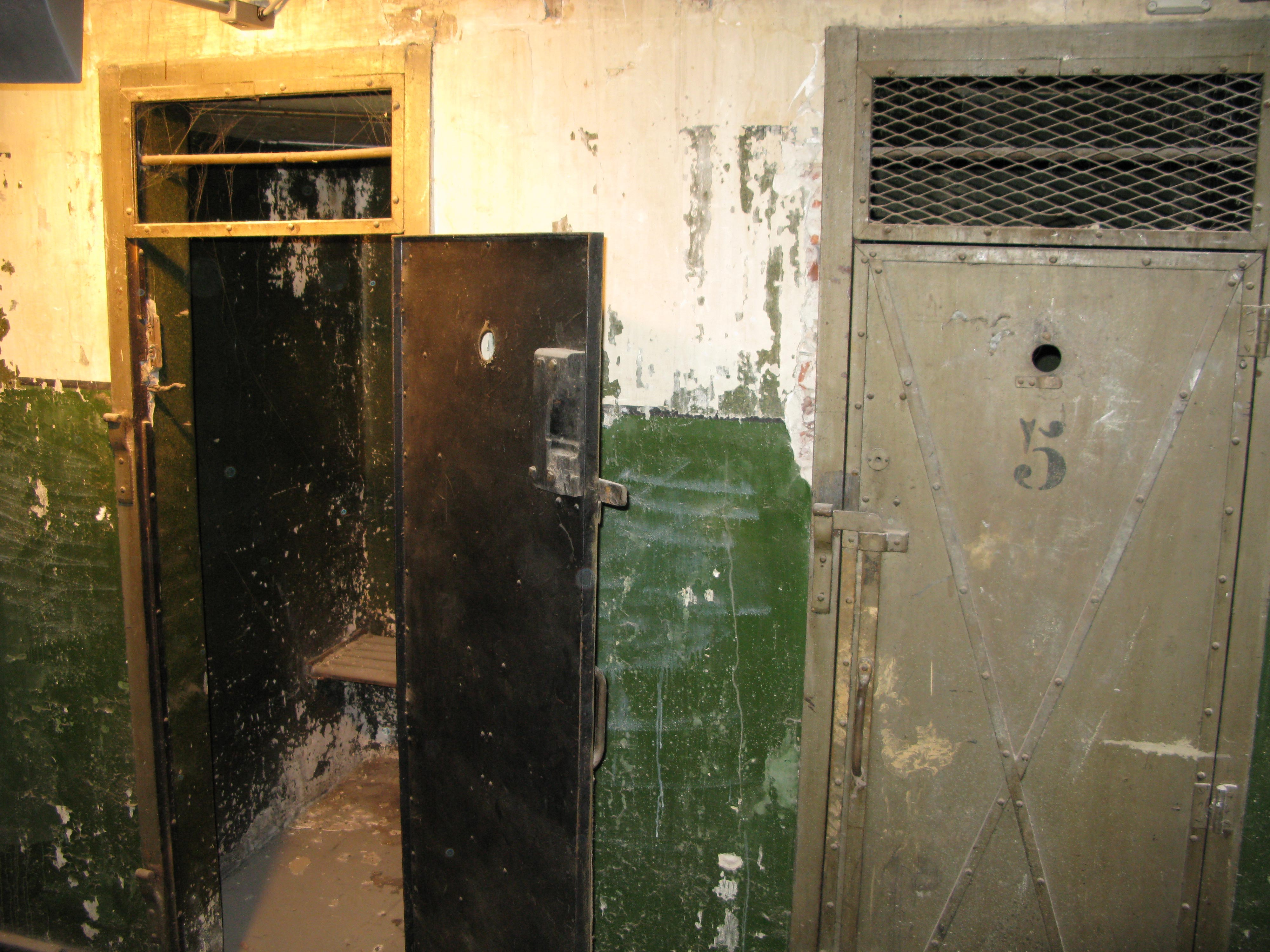
Zellentrakt im Kellergeschoss des Museums

Das Museum befindet sich heute in der Rue des Minimes/Miniemenstraat 21 im vornehmen Ortsteil Sablon/Zavel. Das heutige Gebäude wurde im Jahr 1901 vom damaligen Deutschen Konsul Müser errichtet, der an gleicher Stelle die Neue Deutsche Schule eröffnete. Mit den Geschehnissen des Ersten Weltkrieges verschwand die Schule, sodass in den Jahren zwischen den beiden Weltkriegen der belgische Staat das Gebäude als Filiale des Militärgerichts und Kriegsrats nutzte. 1940, im Zuge der deutschen Besatzung, zog schließlich die Militärpolizei ein. In der Zeit der Besatzung wurden unter anderem Brüsseler Studenten, „Aufhetzer“ und Demonstranten im Keller des Hauses festgehalten. Nach Ende des Zweiten Weltkriegs zogen in kurzen Abständen verschiedene Institutionen ein und aus, unter anderem eine Abteilung des Nationalarchivs, die deutschsprachige Gemeinschaft Belgiens und das Musikinstrumentenmuseum. Im Jahr 1999 wurde das Haus dem Zentralrat der Juden von Belgien übergeben mit dem Zweck, an gleicher Stelle ein jüdisches Museum zu errichten. Im Jahr 2005 erfolgte der Einzug des Jüdischen Museums von Belgien.

## Ausstellung

### Dauerausstellung
Die Dauerausstellung befindet sich in den ersten drei Stockwerken des Vordergebäudes. Der Kern dieser Ausstellung ist die Schoule von Molenbeek, eine kleine Synagoge, die 1946 im Innern eines bereits bestehenden Wohnhauses in Molenbeek gegründet wurde.
2003 wurde die Schoule Beth Israël geschlossen. Das bescheidene Mobiliar wird seitdem in einer vollständigen Rekonstruktion des ursprünglichen Raumes im Museum selbst ausgestellt.

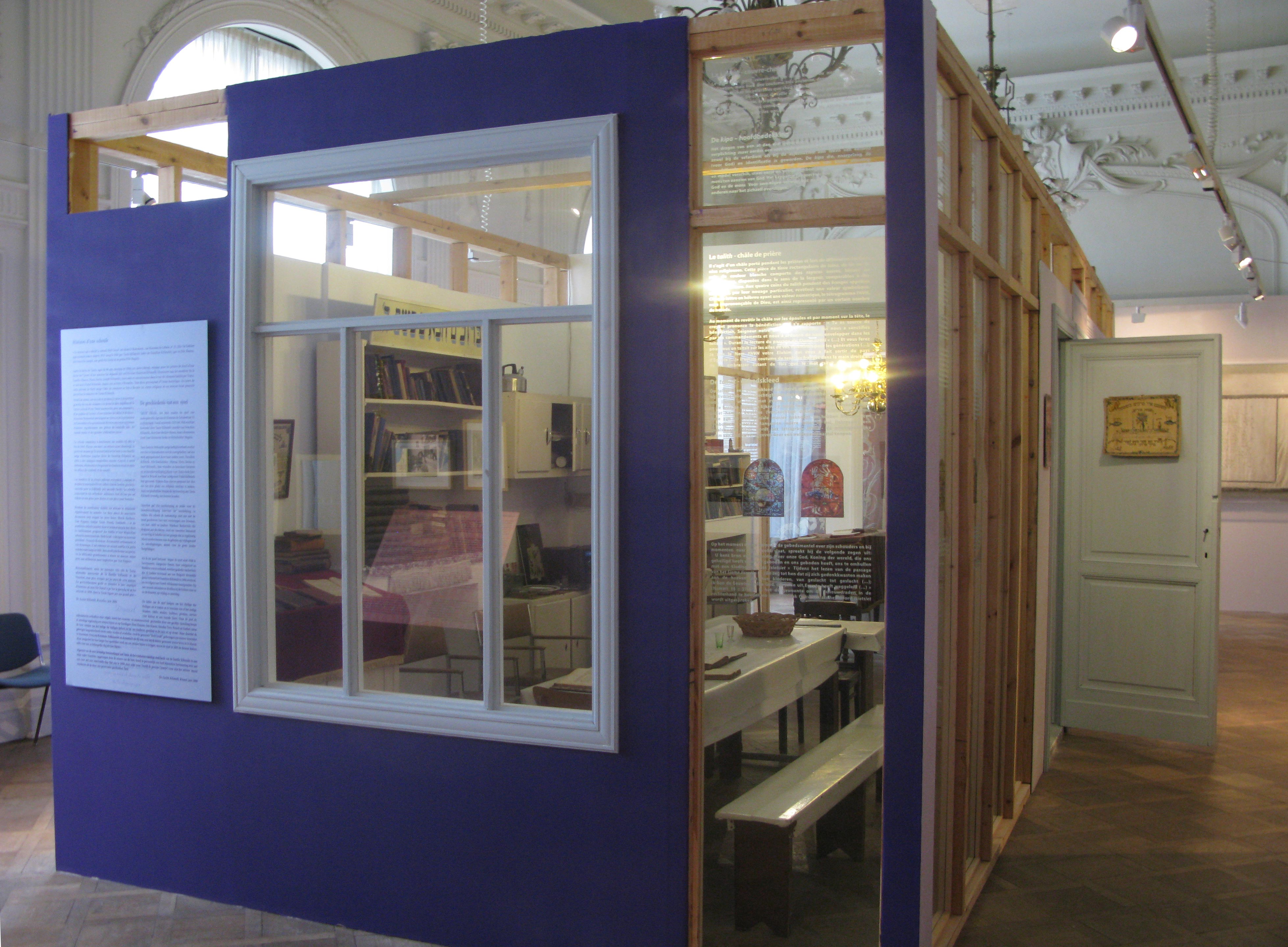
Schoule von Molenbeek Außenansicht
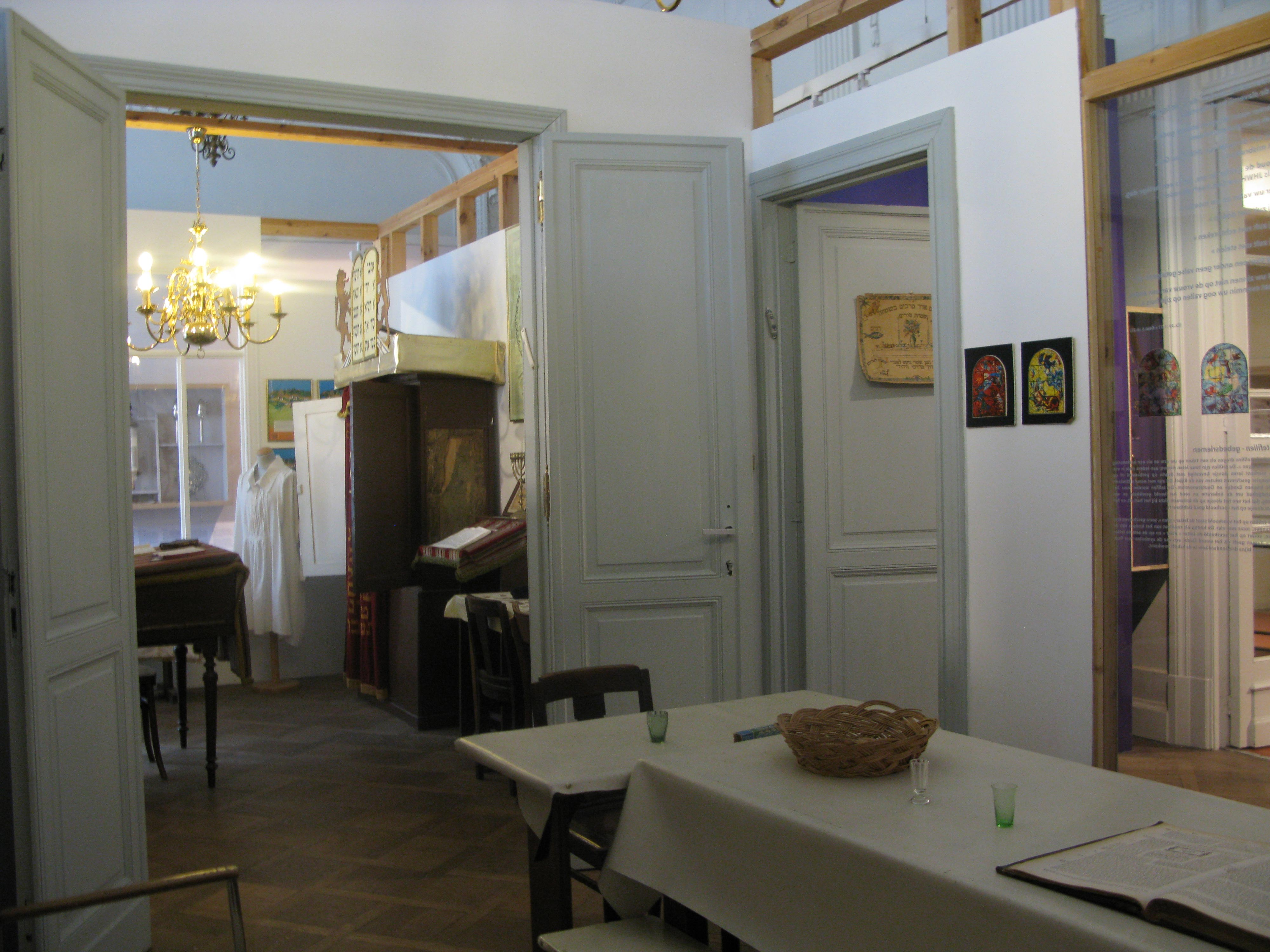
Schoule von Molenbeek Innenansicht

### Wechselausstellung
Im Hintergebäude befinden sich auf drei Stockwerken Räumlichkeiten für temporäre Ausstellungen in Bezug auf das Judentum. Sie wechseln sich in der Regel im Abstand von drei bis vier Monaten ab. Eine der erfolgreichsten Ausstellungen der letzten Jahre, über den Magnum-Fotografen Robert Capa, zog über 20.000 Besucher an.

## Sammlung
Die Sammlung umfasst neben CDs und Kassetten ca. 750 jüdische Religionsgegenstände, 1250 Kunstobjekte, 20.000 Fotografien und 5000 Plakate.
Die Bibliothek umfasst insgesamt ca. 25.000 Werke und Veröffentlichungen. Darunter befinden sich vor allem Bücher über jüdische Kunst, Künstler, Geschichte und die Genealogie des Judentums sowie ein biographisches Register. Darüber hinaus gibt es eine hebräische und jiddische Abteilung.

## Besonderheiten
Seit 2002 profitiert das Museum von der Zusammenarbeit mit Aktion Sühnezeichen Friedensdienste e. V., in dessen Rahmen ein deutscher Freiwilliger für die Dauer von zwölf Monaten ein Volontariat im Museum leistet.

## Zeitschrift für Kunst und Geschichte des Jüdischen Museums
- Philippe Pierret (Chefred.): MuséOn 1. Brüssel, 2009.
- Philippe Pierret (Chefred.): MuséOn 2. Brüssel, 2010.
- Philippe Pierret (Chefred.): MuséOn 3. Brüssel, 2011.[9]